# Callorbis
Callorbis, en ocasiones erróneamente denominado Callorbis, es un género de foraminífero bentónico de la familia Trochamminidae, de la superfamilia Trochamminoidea, del suborden Trochamminina, y del orden Trochamminida. Su especie tipo es Callorbis minor. Su rango cronoestratigráfico abarca el Bajociense medio y superior (Jurásico medio).

## Discusión
Clasificaciones previas incluían Callorbis en el suborden Textulariina del orden Textulariida. Otras clasificaciones lo han incluido en el orden Lituolida.

## Clasificación
Callorbis incluye a la siguiente especie:
- Callorbis minor †